# Товариство українських філософів і релігієзнавців
Товариство українських філософів і релігієзнавців —  громадське об'єднання філософів і релігієзнавців, котрі мають на меті популяризувати філософію та релігієзнавство серед широкого кола українців.

## Історія
Товариство українських філософів і релігієзнавців було засновано 2010 року в місті Острозі. Засновник товариства Ігор  Дмитрук.
З початку свого заснування товариство мало назву Товариство українських релігієзнавців і діяло, як клуб любителів популярного релігієзнавства.
5 квітня 2011 році Товариство українських релігієзнавців провело перший благодійний концерт для дітей-сиріт із міста Виноградово (Закарпатська область), і на зібранні гроші та на прохання дітей подарували домашній кінотеатр.
10 травня 2011 року товариство  змінило назву на Товариство українських філософів і релігієзнавців.
10 жовтня 2011 року ТУФІР запустив перший філософсько-релігієзнавчий, науково-популярний портал «Філософія і Релігієзнавство», який в подальшому став одним із найпопулярніших сайтів в українському філософсько-релігієзнавчому сегменті. На цей момент на сайті опубліковано близько 9100 науково-популярних статей по філософії, релігієзнавству, культурології, психології, кількість авторів сайту сягає 110 людей. Важливим моментом є те, що вперше в історії українського релігієзнавства автори сайту розпочали брати інтернет-інтерв'ю у відомих представників релігійних течій пострадянських країн. Також періодично на сайті проходять вебконференції з відомими українськими та зарубіжними філософами та релігієзнавцями.
5 січня 2012 року товариство «Українських Філософів і Релігієзнавців» запустили перший онлайн конкурс «Ейдос», у якому взяло участь 67 людей з 22 областей України.
10 січня 2013 року товариство «Українських Філософів і Релігієзнавців» запустило конкурс «Філософ сучасності» у якому взяло участь 96 учасників із 20 областей України та 2-є людей із Росії.
10 вересня 2013 року товариство «Українських Філософів і Релігієзнавців» започаткувало електронний глянцевий філософсько-релігієзнавчий журнал «Апейрон +». На сьогодні вийшло 6 номерів.
15 жовтня товариство «Українських Філософів» і журнал «Апейрон +» та видавець Юрій Шеляженко запустили онлайн конкурс «Есе про Душу». За результатами конкурсу буде видана книга з найкращими есе.
З 6 березня 2016 року стартував Всеукраїнський конкурс есеїв «Людина та Людяність». Учасниками конкурсу стали 108 людей з усіх куточків України.
6 вересня 2016 року ТУФІР стало громадською організацією «Товариство Українських Філософів і Релігієзнавців».
2018 року з ініціативи Тараса Клока та Ігоря Дмитрука був створений україномовний ютуб-канал Wake UP Media. На якому було запущено низку науково-популярних проєктів. Авторський проєкт Тараса Клока "Любов до мудрості", Ігоря Дмитрука "Релігійний інтерв'юер", також спільна передача "Дискурс".
У 2020 році за сприянням громадської організації «Товариство Українських Філософів і Релігієзнавців» на каналі Wake Up Media були запущенні нові проекти. Зокрема проект "Путівник релігій", "Поговоримо про...", "Лекторій".
2 січня 2021 року за ТУФІр запустив ютуб-канал Tufir TV на якому відбувалися онлайн зустрічі та записувалися спеціальні курси по суфізму, схоластичній філософії, історії християнства, буддизму, філософії.
20 квітня 2022 року Туфір вирішили запустити переклад та озвучку українською мовою відомим світових філософів, культурологій, політичних теоретиків.

## Мета та діяльність
Діяльність ініціативної групи спрямована на популяризацію та розвиток релігієзнавчої та філософської науки в Україні та за її межами.
Проєкт виник на перехресті інтересів класичної філософської, релігієзнавчої, лінгвістичної освіти в Україні та інших досліджень, що є актуальними в сучасному академічному дискурсі України і власними новаторськими проєктами і статтями молодих дослідників, які залишаються не настільки актуальними.
Мета проєкту – представити розвиток нової інформації та надати можливість молодим авторам публікувати свої напрацювання, що залишається поза увагою дослідників, зокрема і у світовому контексті. Проєкт є науково-популярним і, певною мірою, авторським. Тому він залишається відкритим до співпраці з усіма зацікавленими людьми, як професіоналами так і любителями у своїй галузі.

## Керівництво
Голова - Дмитрук Ігор Анатолійович
Заступник голови - Стрикалюк Богдан Олександрович
Віцепрезидент - Распопов Євген Іванович
Керівник міжнародного відділу - Антон Богданович Лисенко
Головний секретар - Міщанчук Олександр Володимирович
Пресс-служба - Дмитрук Альона Сергіївна
Голова ГО ТУФІР у Волинській області - Клок Тарас Миколайович
Представники ГО ТУФІР є в  Києві, Черкасах, Житомирі, Рівному, Луцьку, Дубні, Млинові